# M109自走砲
M109是一種美製155公釐口徑自走砲，於1963年開始進入美國陸軍服役，提供師和旅級部隊所需的曲射火力支援。從1963年量產至今，生產總數已超過7,000輛以上，使用國超過30個，可說是1970至1990年代西方國家的標準自走砲。為持續滿足未來戰場的作戰需求，M109持續進行性能提升與改良計畫，最新的改良型為M109A8，在XM2001十字軍自走砲發展計畫被取消後，M109A7自走砲對美國陸軍將更顯重要。

## 历史
1952年，美國陸軍基於第二次世界大戰期間自走砲的運用經驗，認為有必要發展一種更具打擊能力和機動性能的自走砲，取代現役的M44 155毫米自走炮，以滿足未來戰場上的非直射火力支援需求。
1954年6月，美國陸軍決定下一代自走砲的研發計畫內容，分別是T195 110公釐自走砲及T196 156公釐自走砲。
1955年6月，研發計畫修正，T196自走砲的口徑改為155公釐，並與T195自走砲共用相同的底盤及砲塔，以簡化後勤支援。
1959年T196自走砲第一輛原型車出廠，後因美國陸軍於1959年決定未來所有裝甲戰鬥車輛的引擎全部改用柴油引擎，T196自走砲也進行必要的動力系統重新設計與更換，換裝柴油引擎的T196改稱T196E1。
1961年10月，凱迪拉克汽車公司獲得美國陸軍授予的合約，於克利夫蘭陸軍戰車廠（Cleveland Army Tank Plant）進行T196E1自走砲量產工作，第一批生產了247輛，合約於1962年10月完成交貨。隨後美軍再繼續增訂一批自走炮，為改用105公釐火炮的T195，後來正式編號為M108自走砲。
1963年7月，T196E1自走砲初期測評（IOT＆E）及操作測評（OT＆E）結束，美國陸軍正式給予M109制式編號，全名是M109 155公釐中型自走榴彈砲（Howitzer，Medium，Self-propelled：155mm M109），並正式進入美國陸軍服役。同年，因克里夫蘭戰車工廠的經營管理權由凱迪拉克轉移給克萊斯勒，M109量產合約改授予克萊斯勒汽車公司，陸軍克里夫蘭戰車製造廠（Cleveland Army Tank Plant）1969年為止生產了2,111輛M109；該廠在1970年經營權由克萊斯勒轉移到鮑恩-麥克勞林-約克公司（Bowen-McLaughlin-York，BMY）。1974年起，M109生產合約改由英國航太系統承包，BAe的產線維持到1994年關閉，但克里夫蘭廠區現在仍維持必要的整修產線以便有需求的顧客提升M109性能。

## 構型

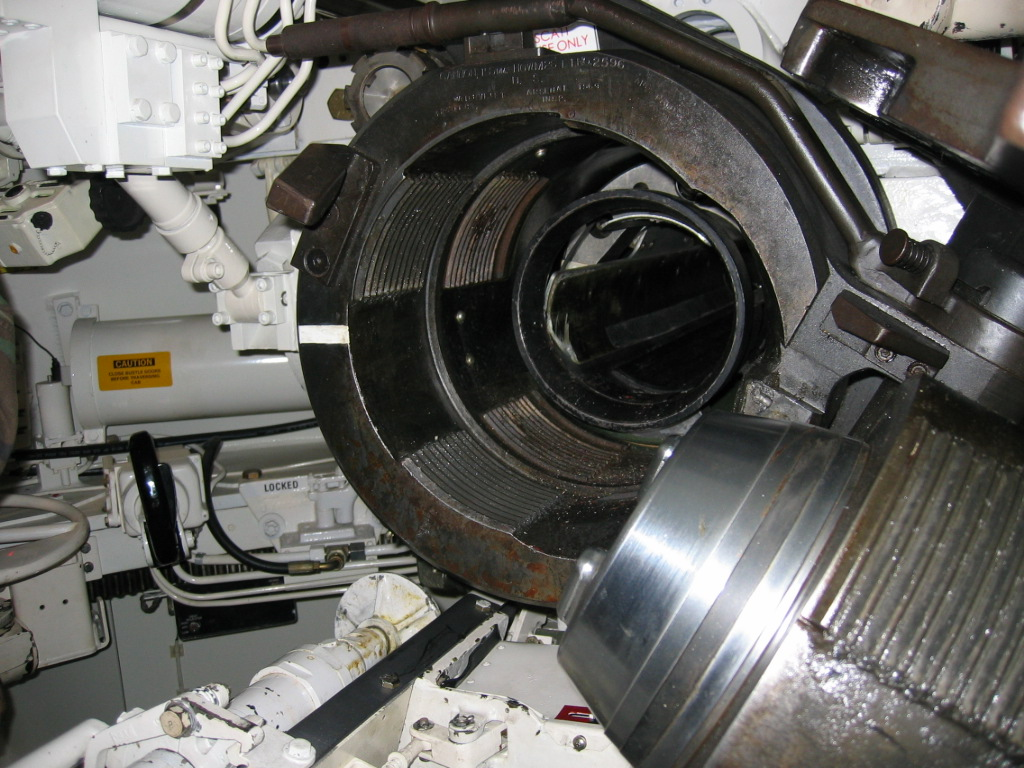
M109A5自走砲中開啟的砲閂

M109車體結構與炮塔都是由厚20公厘的5083鋁合金焊接而成，全車為封閉式戰鬥室設計，彈藥庫亦無安全防護設計，亦未配備核生化防護裝置，但因焊接車體與較低的車重，故M109具備兩棲浮游能力。未準備的狀況下可直接涉渡1.828公尺深的河流，如加裝呼吸管等輔助裝備，則可以使用履帶作為划行動力來源，以每小時約6公里速度進行兩棲登陸作業。
M109編制乘員6人（車長、駕駛、2位方向控制射手、2名彈藥裝填手），駕駛艙位於車身左前方，設有3具M45潛望鏡供駕駛使用，具有夜視裝備可於夜間使用。車長艙口位於砲塔右側，裝有一具M2 12.7公釐機槍架，可360度旋轉射擊。砲鋤無裝置動力釋放裝置，射擊前必須以手動操作。
動力系統採用底特律柴油引擎公司8V-71液冷式渦輪增壓、二行程八汽缸柴油引擎，傳動系統則採用通用汽車公司艾利森變速箱部門XTG-411-4A交叉驅動變速箱。
火砲部分採用一門M126 155公厘23倍徑榴彈砲，瞄具採用裝在M145觀測塔上的M117週視鏡與裝在火炮左側之M118C直射瞄準鏡，可進行間接與直瞄射擊，射擊M107榴彈時最大射程14,600公尺，射速1發／分，衝刺射速則為3發／分。砲塔兩側各有一扇艙門，後方有二扇艙門供彈藥補給使用。

## 衍生型

### M109

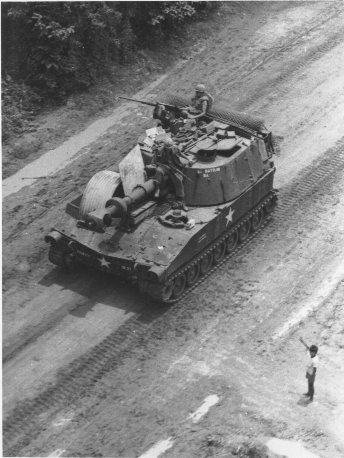
越南戰場上的M109

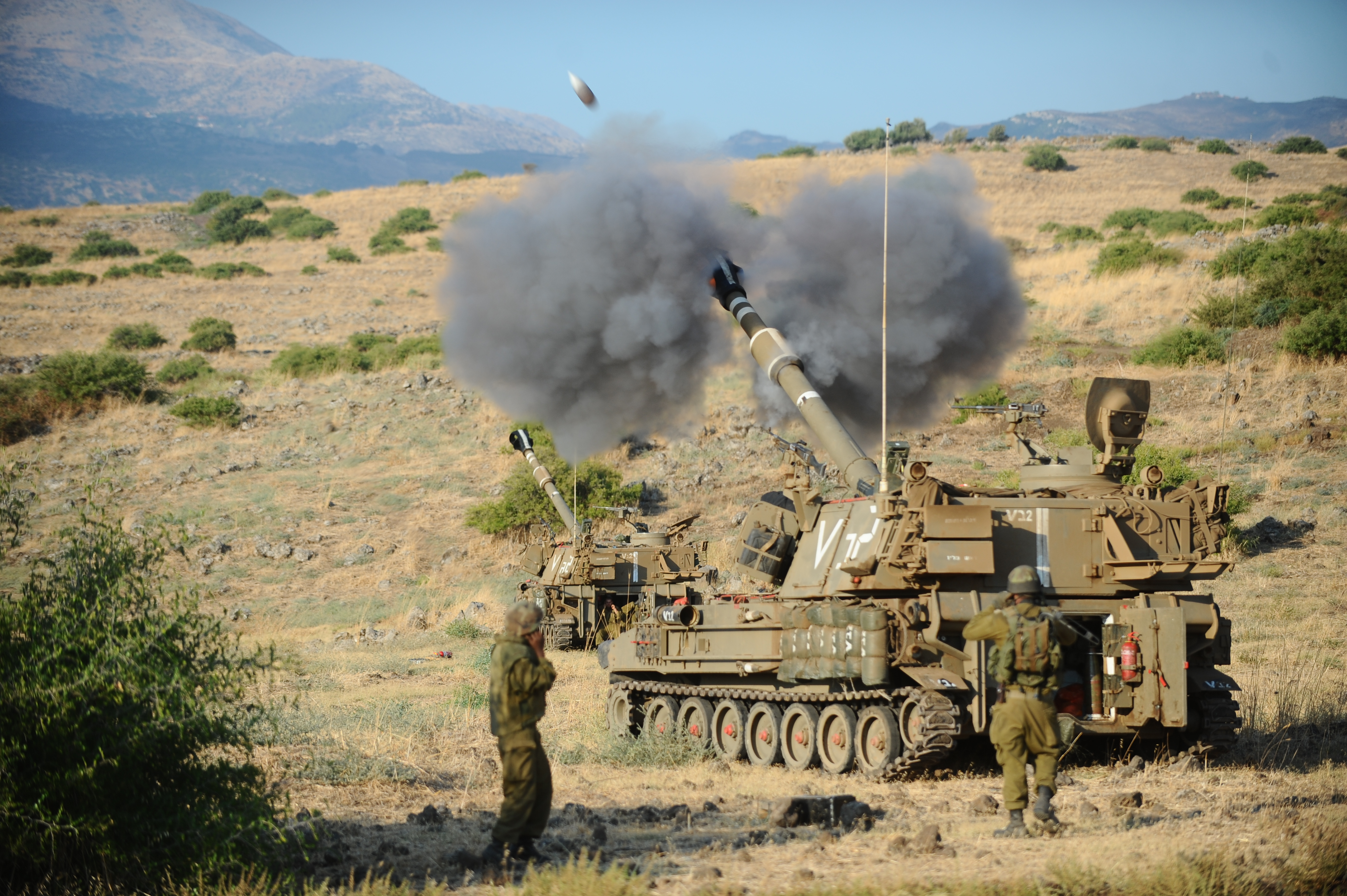
約旦皇家陸軍的M109

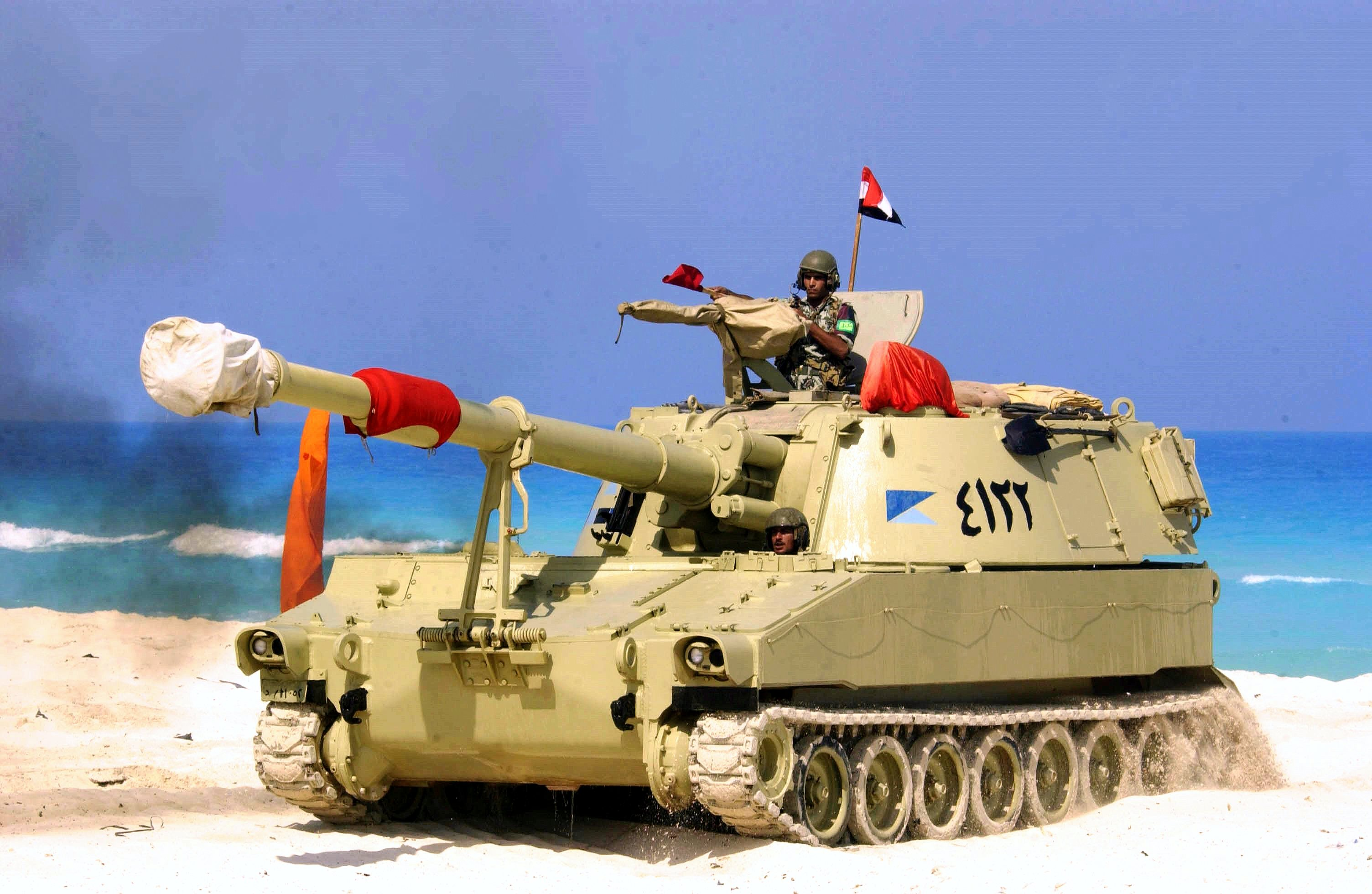
埃及陸軍的M109

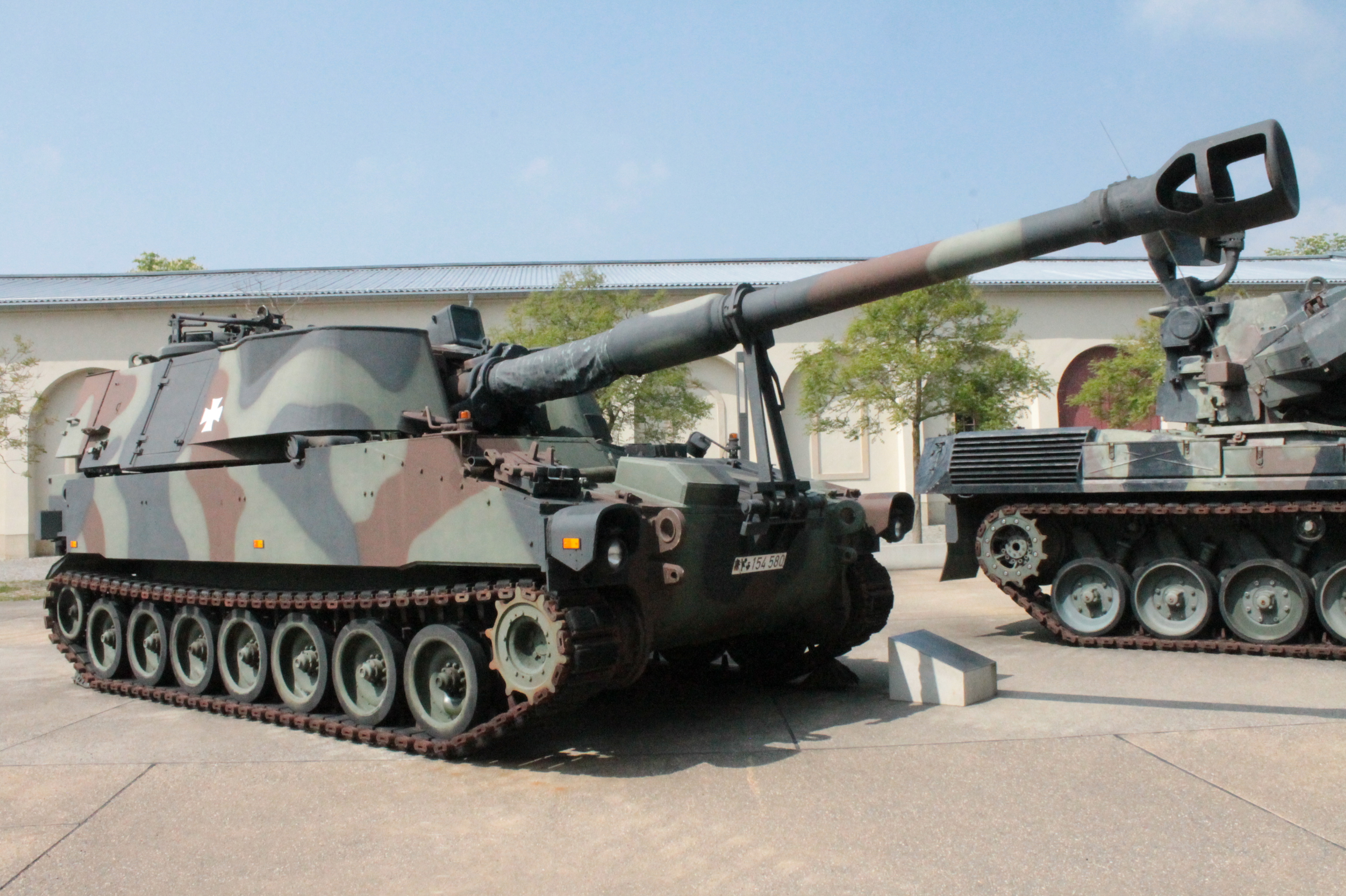
波蘭陸軍的M109A3

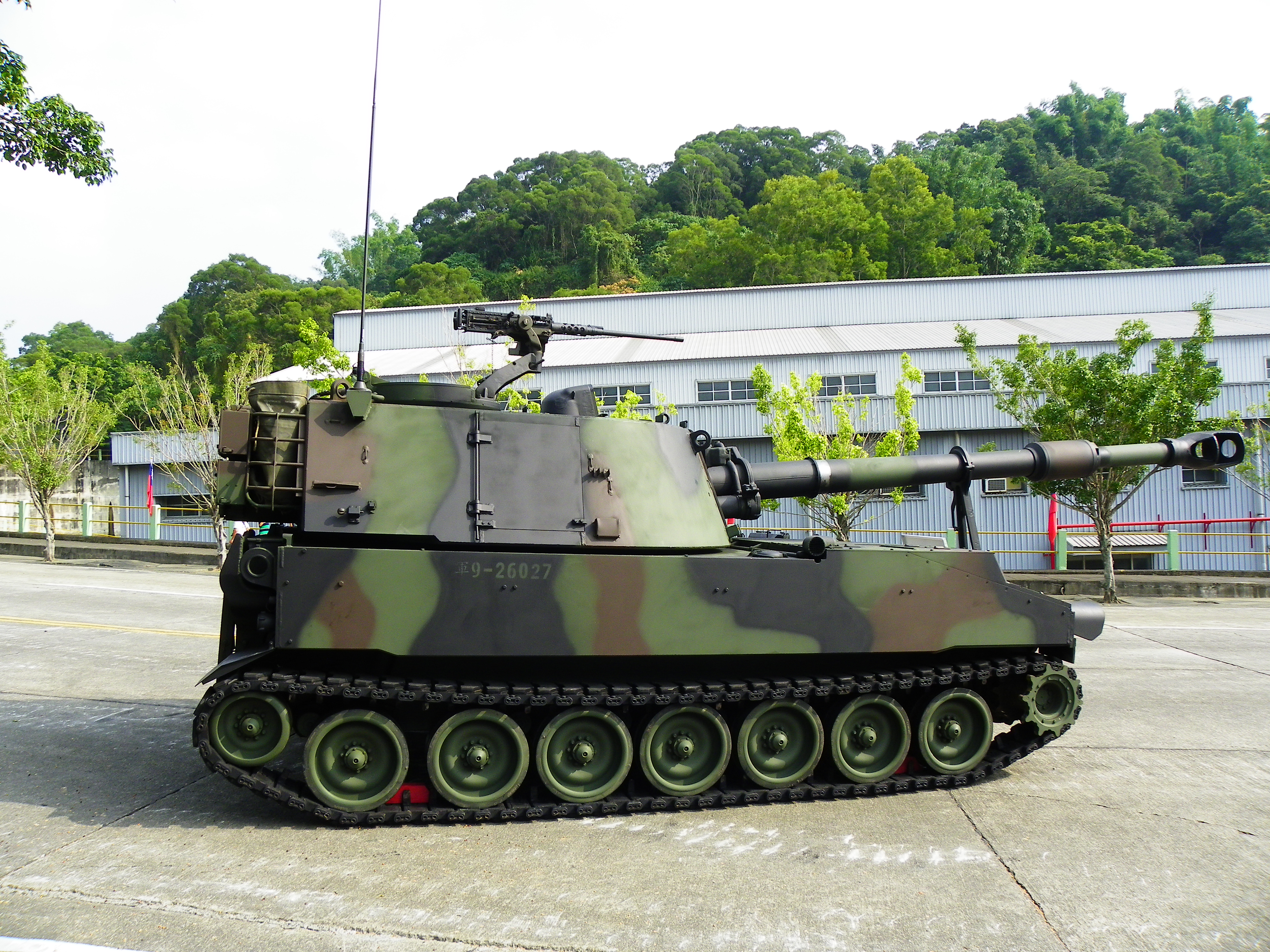
中華民國陸軍的M109A5

1962年底量產，至1969年停產。原始版M109主炮為23倍徑長的T255E4（正式編號M126），搭配M127炮架，火炮射程14.6公里；初期型M109搭載28發炮彈、99個發射藥包、104顆引信，如彈藥消耗完畢可由車體後方的尾門傳遞補給，彈藥車每分鐘可供彈6發，輔助武裝為1挺M2 12.7公釐機槍，備彈500發。
因155公厘主炮重量超過油壓機構負荷，因此只有炮塔迴旋功能有油壓裝置支援，火炮俯仰仍採用人力實施。M126榴彈炮與M114榴彈炮相同為23倍徑的砲管，在實戰時頻繁運用強裝藥才能確保射程表現，致使M126火炮的操作壽命較短；在火炮壽命及射程表現問題取得平衡點，成為美軍在下一批次改良型起引進長倍徑砲管榴彈炮的濫觴。
M109在1970年代後陸續以M109A1標準提升，沒經提升的原始車最終多半改裝為M992FAASV彈藥補給車

### M109A1/A1B
1969年通過測試，1970年10月開始量產，外觀上最明顯的差異是主砲從M126更換為M185榴彈砲；M185砲管增長為39倍徑，使用M107榴彈與8號裝藥搭配下射程延長到18,100公尺，使用M549火箭推進榴彈時射程可達24公里。砲塔和攜帶彈藥數與M109相同。
部分於晚期外銷的A1構型M109自走砲，車體經過強化，稱為A1B構型。

### M109A2
可靠度、可運用性和可維修性中期壽限改良計畫（Reliability, Availability, and Maintainability mid-life improvement）實施後的新型號，1976年起開始量產，1978年起交付部隊，1985年停產。改良範圍包括承載系統、駐退復進裝置、主砲俯仰導入油壓動力及砲塔迴旋裝置、彈藥裝填桿、引擎操作警告系統，並於砲塔後方增設儲彈架。外觀上與M109A1相差不大，但主炮更換為M178炮架。因應炮架更換，戰鬥室動線及裝彈輔助機亦重新設計；在砲塔戰鬥室後方增設彈藥庫，主砲彈藥攜帶量增加為36發，因戰鬥艙動線調整提升效率，原本只能1分鐘1發的射速可在必要時實施3分鐘4發砲彈的射擊表現。

### M109A3/A3B
A1和A1B構型以A2構型標準進行性能提升後，即為A3構型，基本火力表現與A2型相同；改造時間從1976年至1983年間進行。
除A2構型的配備外，並增加火砲歸零調整器、引擎燃油空氣混合調節器、駕駛儀表顯示板、砲塔儲物架、推進藥包儲藏艙、改良型扭力桿承載系統、改良型駐退復進緩衝活塞。部分A3構型經過裝甲強化後，稱為A3B。

### M109A4
A2和A3構型經過核生化防護能力及可靠性暨維修性提升（Nuclear, Biological, and Chemical / Reliability, Availability, and Maintainability，NBC/RAM）計畫改良後，稱為A4構型，提升計畫主要針對砲塔液壓迴旋裝置、動力組件液壓控制系統的濾清器等部分進行改良，同時增加外接電力啟動裝置，大幅提昇緊急狀態時的備戰能力。彈藥和火砲部分與A2／A3構型相同。

### M109A5
A1到A4構型所使用的火砲其射程已不能滿足作戰需求，但預定實施的全面性升級方案（未來的M109A6）因為價格問題很難在冷戰結束後全面施作，美國陸軍與美國陸軍國民兵於1992年春季決定對M109家族實施在成本及性能上妥協的改良方案。此改良計畫引進備用組件及改良型武器系統（Reserve Component／Modified Armament System，RC／MAS）套件，可直接運用於A0到A4任一構型上。
這組套件主要包含M284 155公釐39倍徑砲管、M182砲座、乘員核生化防護系統、新柴油引擎（440匹馬力）及變速箱、引擎操控電子偵測設備，並改良砲管俯仰暨砲塔迴旋液壓制動系統。A5構型雖然砲管長度仍維持39倍徑，但受益於全新設計的主砲與砲架容許更高膛壓，因此換用燃燒能量更強的M203A1可燃式藥筒，在使用M107榴彈最大射程從18公里增加至22,500公尺，射擊M549A1火箭榴彈時射程增加到30,000公尺。

### M109A6帕拉丁（Paladin）

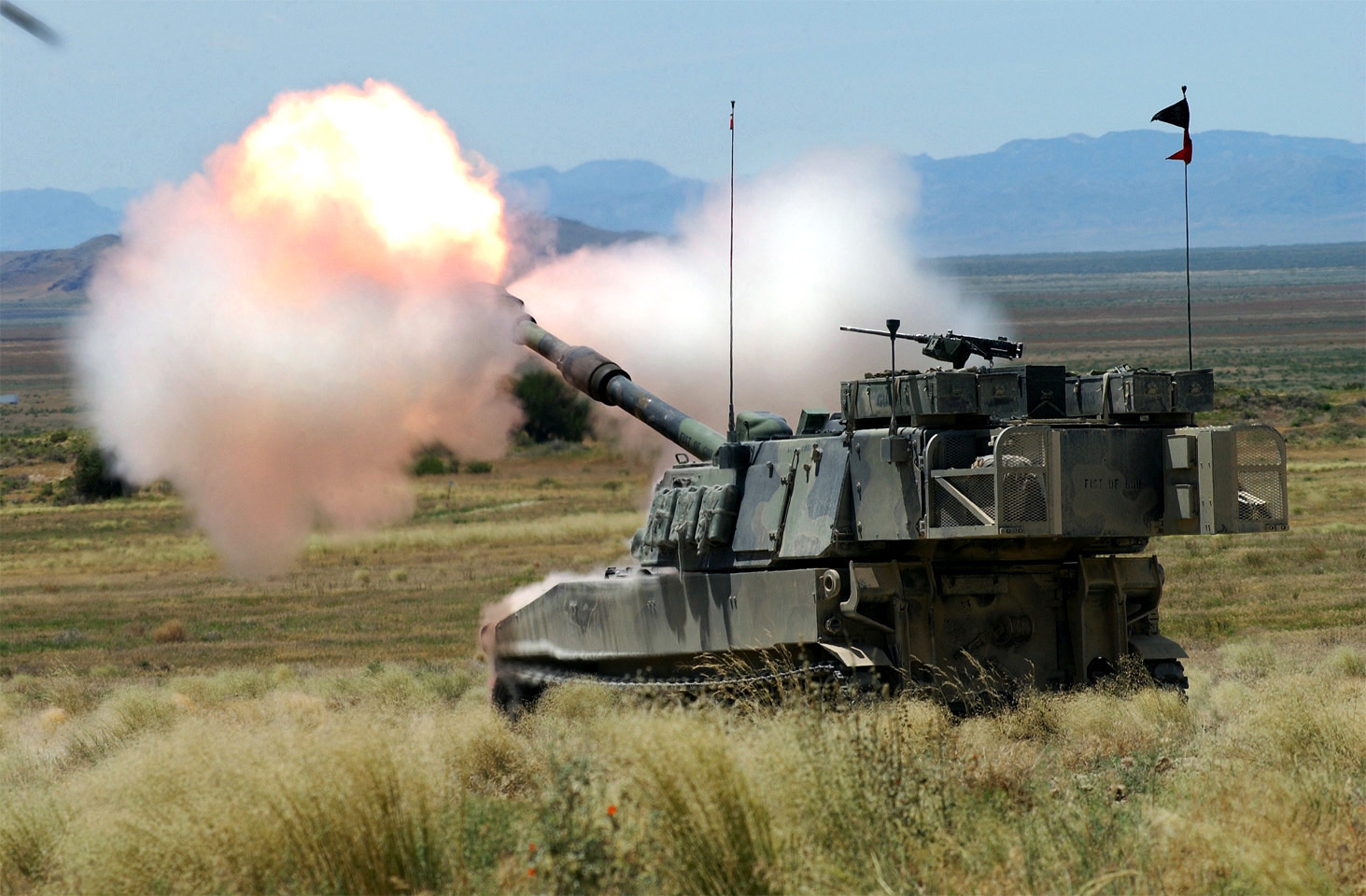
M109A6帕拉丁自走砲於日間射擊的情形

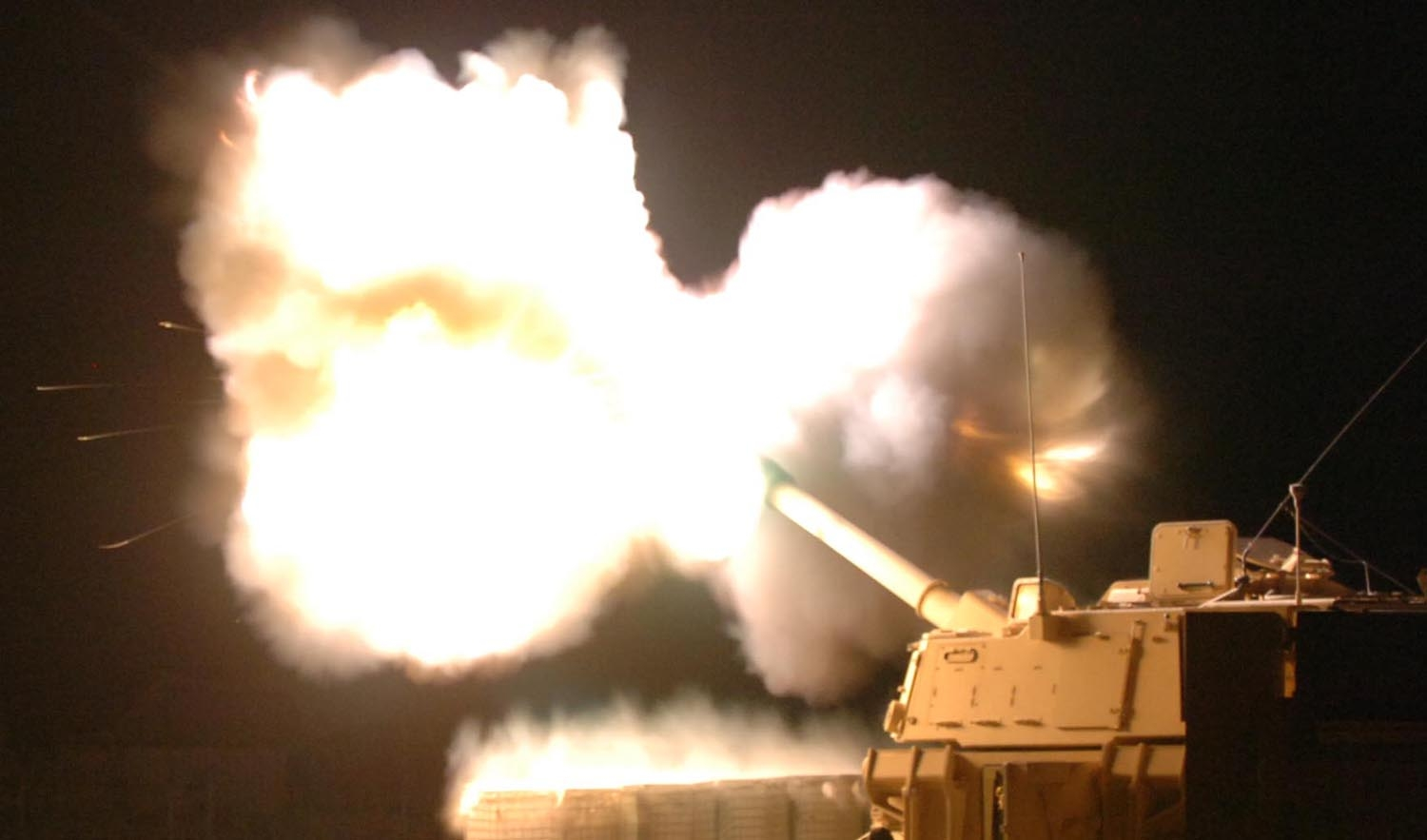
M109A6帕拉丁自走砲於夜間射擊的情形

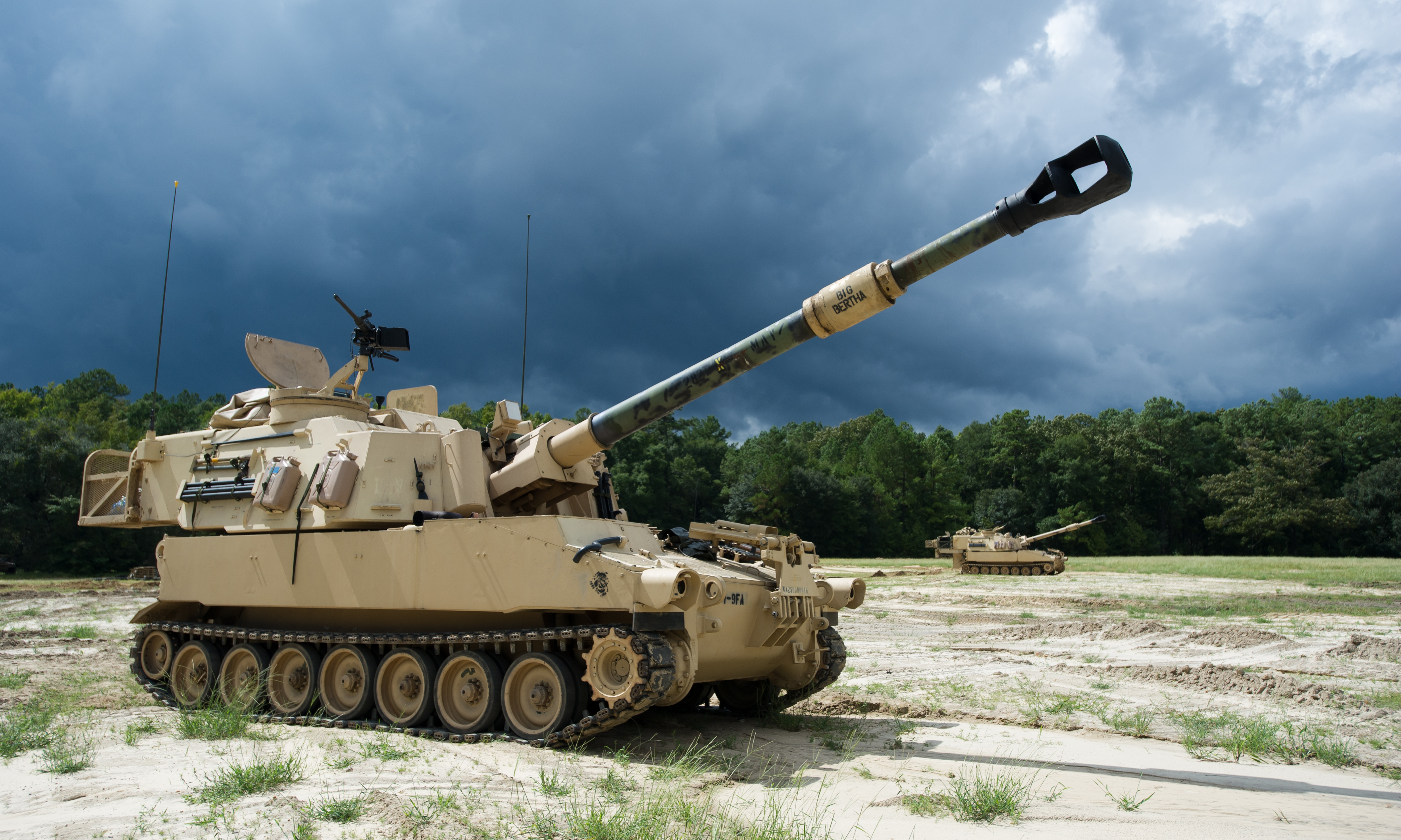
M109A6帕拉丁自走砲

1984年1月美國陸軍決定整合榴砲延壽計畫（Howitzer Extended Life Program，HELP）及榴砲改良計畫（Howitzer Improvement Program，HIP）為單一計畫，以確保在下一代自走砲服役前，仍能擁有較佳戰場存活能力的自走砲，而經過HELP／HIP改良計畫即是M109A6帕拉丁（Paladin，又譯聖騎士）。
A6構型的砲塔內部加裝克維拉（Kevlar）防彈內襯，提高保護乘員的能力；增設半自動彈藥裝填系統，可維持較高的持續射速，車內空間經過重新調整，因此炮彈載彈量增加到39發，砲塔右側既有一挺M2防空機槍，搭配500發12.7公釐子彈。此外，A6構型具有過往構型均未配備的全自動火砲射控系統（Automatic Fire Control System，AFCS）、全球定位／導航系統（Global Position／Navigation System）、單頻地空無線電系統（SINCGARS）、火砲自動射擊管制系統等。因此A6構型可獨立作戰，毋需配合射擊指揮車（Fire Direction Center Vehicle，FDCV）遂行射擊任務；相反的，A6可直接由地空無線電獲得射擊命令，射擊管制系統據此計算各項射擊參數，再自動調整火砲俯仰角和射擊方位，開始射擊任務。從接獲射擊命令、完成射擊準備到第一發砲彈發射僅需不到1分鐘。
M109A6武裝使用M284砲管搭配M182A1砲架，該砲架加裝了溫度感測器，並重新設計制退復進機，砲管則換用新型砲口制退器及砲膛排煙器、砲閂拉柄箱組，加裝M49型發火機及改良的頂桿、砲閂環等。發射藥筒為M203A1，使用的標準榴彈與火箭推進榴彈與舊有型號相同，射程仍是30公里。

### M109A7

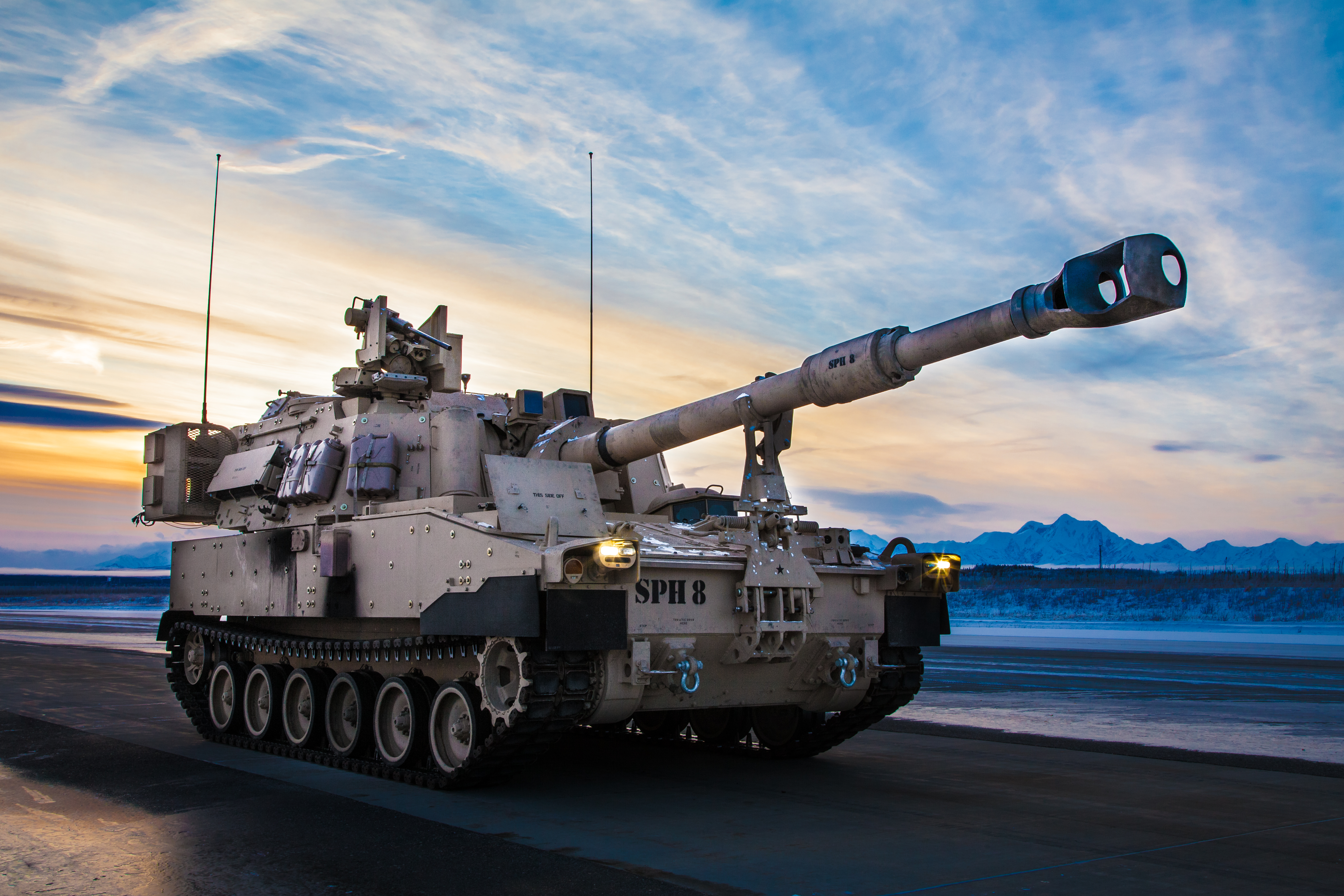
M109A7 自走榴彈砲車

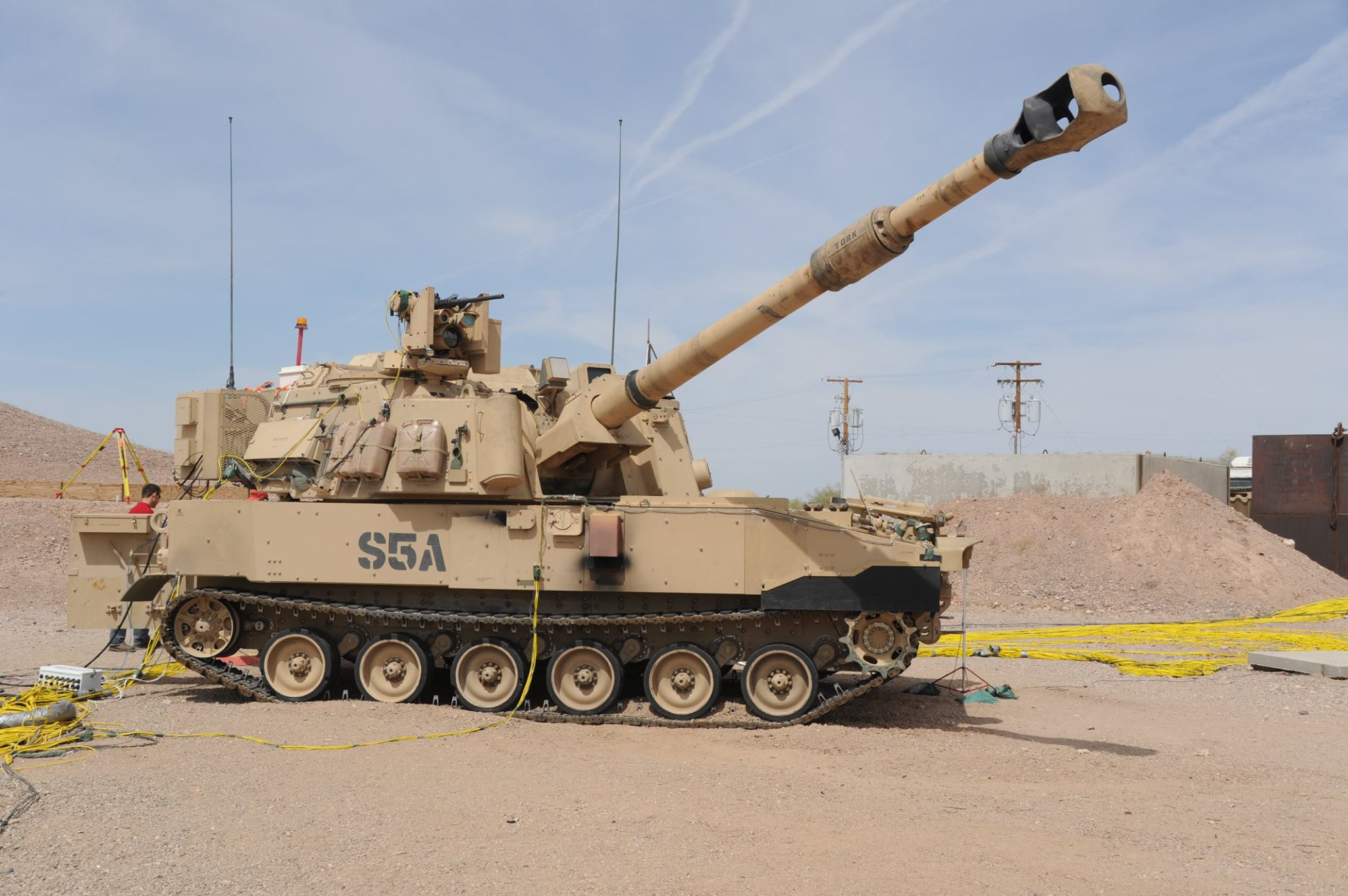
M109A7 自走榴彈砲車在亞利桑那州尤馬試驗場進行測試

英國BAE系統公司獲得M109A7 155公厘自走榴彈砲車與M992A3彈藥支援車輛低速率生產階段合約採購金額約6.68億美元，M109A7採用與M2布雷德利裝步戰車共通的動力總成，包括引擎、變速箱、懸吊、轉向系統與履帶，藉以節約成本。火炮驅動系統則是更換成全電力控制，該技術是自過去已取消的未來戰鬥系統計畫下之XM-1203非瞄準線發射系統所移植，在火炮俯仰轉向速度及精度上較以往之液壓系統更為精進。A7也將換用600伏特車載電源系統以適應新興技術或未來需求。例如:戰場網路需求或電磁砲驅動系統。美國陸軍計畫採購580套M109A7自走榴彈砲車與M992A3彈藥支援車輛組成，在2014年採購133輛並在2017年開始進入全速率生產，首批生產48輛。另外將在阿拉巴馬州Anniston陸軍軍械庫進行M109A6自走砲車與M992A2彈藥支援車輛拆卸，並重新組裝到M109A7自走砲車與M992A3彈藥支援車輛(採用全新底盤由BAE系統公司賓州工廠生產)上後送往俄克拉荷馬州新BAE系統公司工廠進行最後組裝作業，美國陸軍也預計要把689輛M109A6升級至A7標準。並可持續服役至2050年。

### M109L
專門針對義大利陸軍的要求，所量身定製的改進版，在火力、機動性和防護方面都有增強，並且還配備了先進的火控系統和通信設備能夠與戰場上的其他部隊更好地協調。

### M1299
美國陸軍現代化中推行「長程精確火力」。「增程火砲砲兵系統」（ERCA）計畫日趨成熟，預計新型的M109自走砲車，將採用新型的58倍徑的XM907砲管、自動裝彈機以及新型的XM1113新式火箭助推砲彈來達到驚人的70公里有效射程。但是58倍徑砲管的長度為900公分，比自走砲的車體還要更長，這當然會造成機動部署的麻煩，因此（ERCA）計畫的目標也在如何解決機動性的問題。
2021年9月美國陸軍在皮卡汀尼兵工廠（Picatinny Arsenal）舉行的自走砲命名儀式上，將這款增程火炮系統命名M1299「鐵雷」（Iron Thunder）。
美国陆军表示，该榴弹炮计划于2021年完成，并于2023年进行作战评估，但目前很难实现这一评估目标。 预计2025年将配备自动装弹机，射速从每分钟3发增加到10发。
2024年，美军宣布取消开发M1299自走炮。

## 周邊支援裝備

### 訓練系統

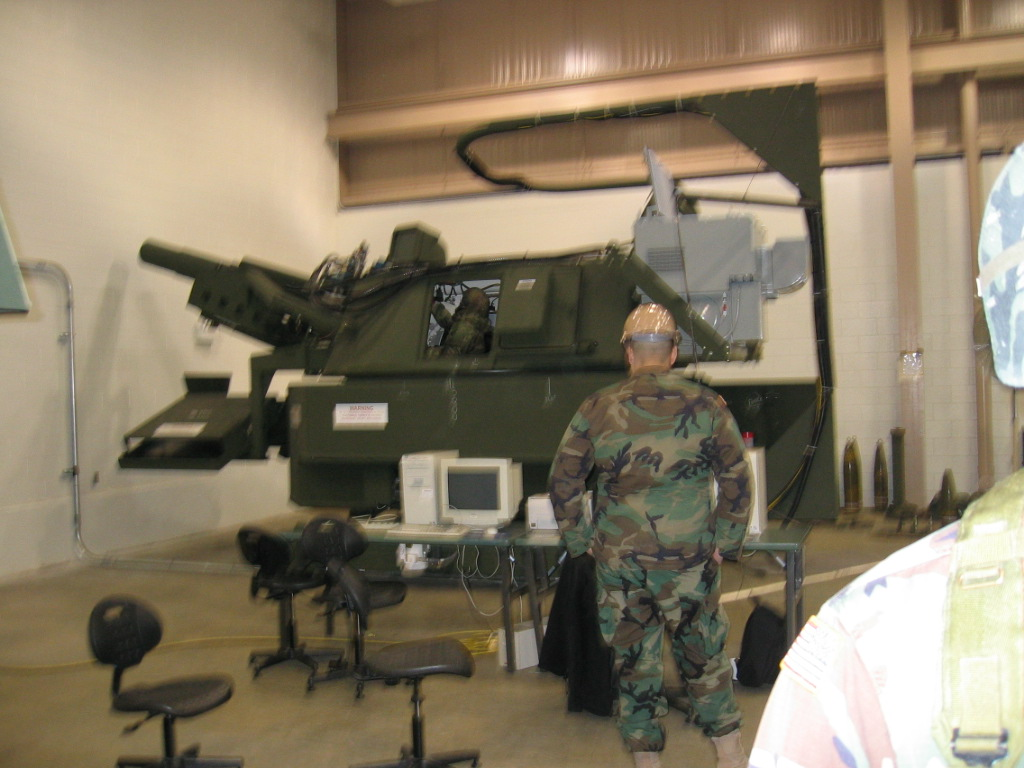
FSCATT模擬訓練裝置

美國陸軍使用的火力支援戰術模擬訓練裝置（Fire Support Combined Arms Tactical Trainer，FSCATT）有2種不同的版本，分別用於訓練A5和A6構型的M109自走砲乘組員。該系統使用真實的砲塔結構，但使用的卻是虛擬的彈藥系統。瑞士陸軍也使用同樣的系統，但模擬的是KAWEST構型。

### M992彈藥補給車

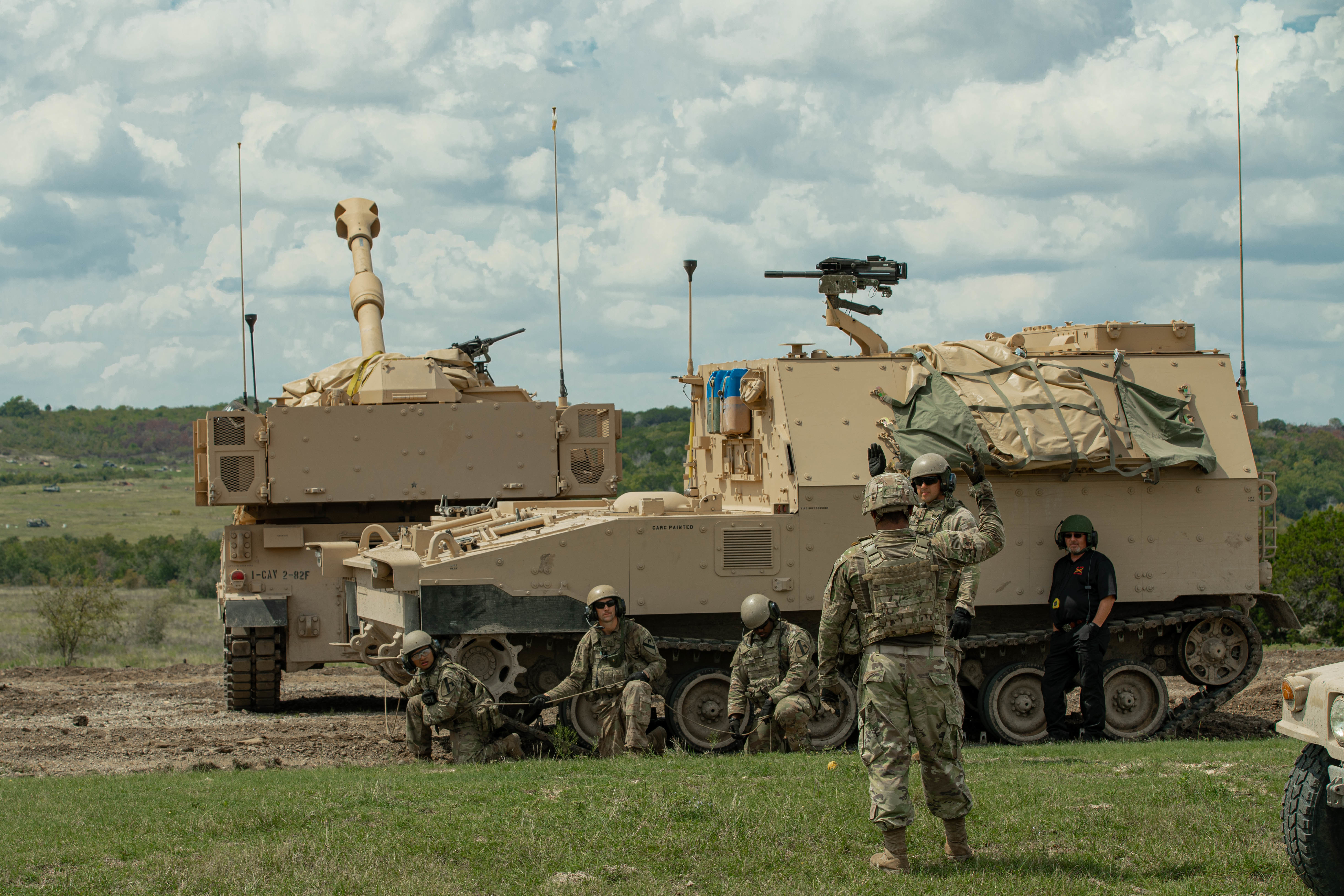
M992A3 FAASV 彈藥補給車

野戰砲兵彈藥補給車（Field Artillery Ammunition Supply Vehicle，FAASV）其美軍制式編號為M992，採用M109自走砲的底盤，用來取代以M113裝甲運兵車為底盤的M548彈藥運輸車。由於採用同樣的底盤，兩者的機動力和運動性能大致相同，可以一同在戰場上運動。車內另裝有2具輔助動力裝置（Auxiliary Power Unit，APU），可使M992在不啟動引擎的情況下，仍能提供電力進行彈藥補給作業，大幅減少被發現和攻擊的機率，也減少不必要的燃料消耗。
車體後部的裝甲外箱內部可以裝載90枚各式砲彈（分裝在2個儲放櫃內）、3枚M712銅斑蛇（Copperhead）終端雷射導引炮彈、99個推進藥包和104個各式引信。M992上裝置一套自動轉運裝置，可以在人員不離開車輛的情形下，將M109所需的砲彈、推進藥包和引信由M992轉送至M109。這種裝置使M109的乘組員與M992的乘組員不必在敵火的威脅下於車外活動，大幅提升人員的安全性。
依據美國陸軍的規劃，每輛M109A6帕拉丁自走砲都將配屬一輛M992野戰砲兵彈藥補給車，用以支援自走砲於戰場上的彈藥需求。

## 使用國家
- 丹麦：
  - 原有76輛A1構型。
  - 因性能已不符作戰需求，於1989年向美國FMS公司購買76組A3套件，提升後稱為A3DK構型。
- 衣索比亞：17輛A1
- 希腊：33輛A1／A1B
- 科威特：5輛A1B
- 利比亞：18輛A0
- 阿曼：15輛A0
- 秘魯：2006年時有12輛A2構型服役中。
- 沙烏地阿拉伯：28輛A1
- 突尼西亞：11輛A1
- 伊朗：390輛A1
- 阿联酋：40輛A1（來自瑞士）
- 比利时：64輛升級的M109A4BE已經全數除役,其中36輛轉售給印尼,28輛由英國買下轉贈烏克蘭。[9]
- 约旦：356輛 A2／A2-90
- 印度尼西亞：36輛A4，從比利時購買的M109A4-BE
- 马来西亚：29輛A5[10][11]
- 德国：
  - 原有609輛G構型，使用德製射控系統與不同形式砲口制退器，砲塔前方左右兩側各有三聯裝煙霧彈發射器。
  - 1983年向美國FMS公司購買586組A3改良套件，改良後稱為A3G構型，但砲管改用萊茵金屬（Rheinmetall）公司生產的39倍徑砲管，最大射程24,700公尺。
  - 在PzH-2000自走砲尚未服役前，A3G構型將提升至A5構型，改良後型號為A3GEA1/A2作為過渡車種使用，此批過渡車種於2007年7月1日全數退役。
- 希腊：132輛A2／A5
- 埃及：279輛A2

- 中華民國：

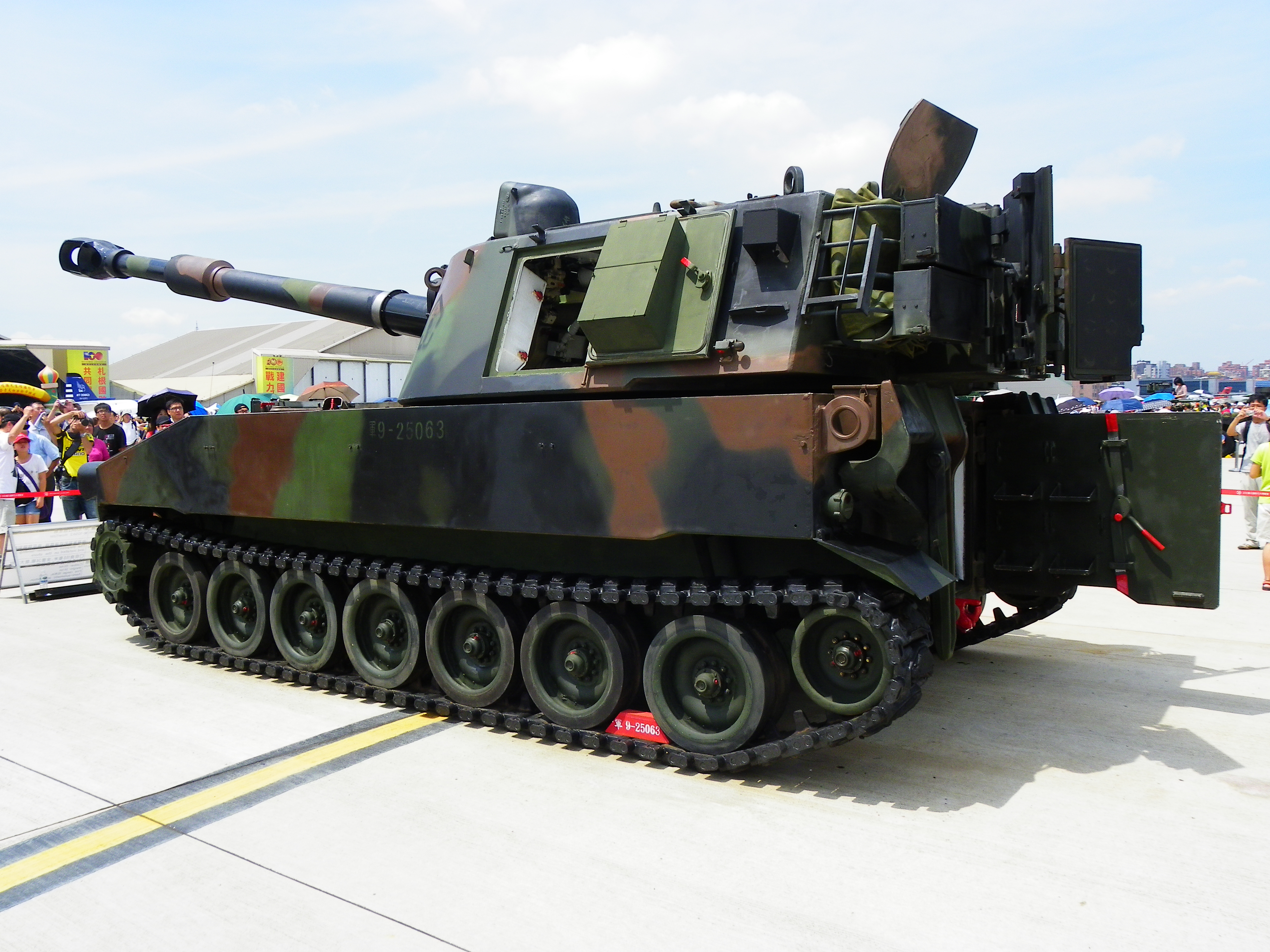
服役於中華民國陸軍的M109A2自走砲

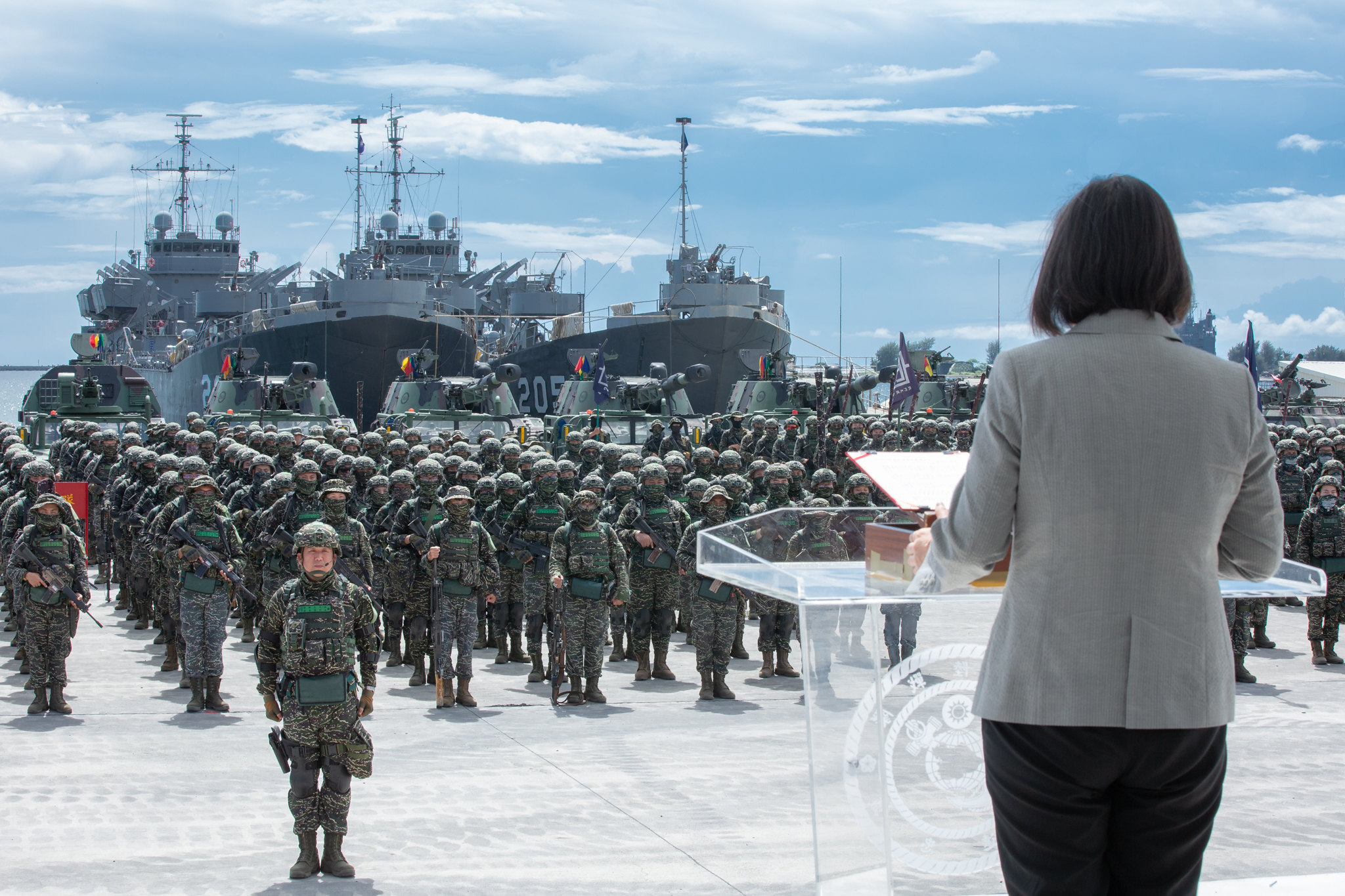
時任中華民國總統蔡英文校閱海軍陸戰隊第九九旅步兵第二營，後為CM-25拖式飛彈裝甲車、M109A5自走砲與中海級戰車登陸艦

  - 1980年有兩輛參與中華民國民國70年雙十國慶閱兵大典。
  - 1982年引進M109 A1B & M109A2 裝甲自走砲共197部，配備於陸軍機械化師、裝甲旅、海軍陸戰隊炮兵部隊，28輛A5為1996年編列預算採購，1998年撥交部隊，目前總共225輛A2／A5構型服役中，可使用M712銅斑蛇雷射導引砲彈（英语：M712 Copperhead）。
  - 2019年陸軍計劃採購100餘輛M109A6取代部份A2與M110A2，規劃金額近300億元台幣[12]。2021年8月4日拜登政府僅就40輛M109A6，總價值7.5億美元軍售案，進行「知會國會」程序[13]。
  - 2022年5月2日中華民國國防部發布新聞稿指出，因美方將訂單取消，陸軍只好增購18套M142高機動性多管火箭系統作為替代方案，預定2026年運交[14]。
  - 2023年12月6日中華民國陸軍提出向美國申購M109A7自走砲與M982神劍導引炮彈計畫[15]。
  - 2025年7月，中華民國國防部規劃計畫，將採購168輛M109A7自走砲車、M992A3野戰砲彈藥補給車[16]。

- 大韓民國：

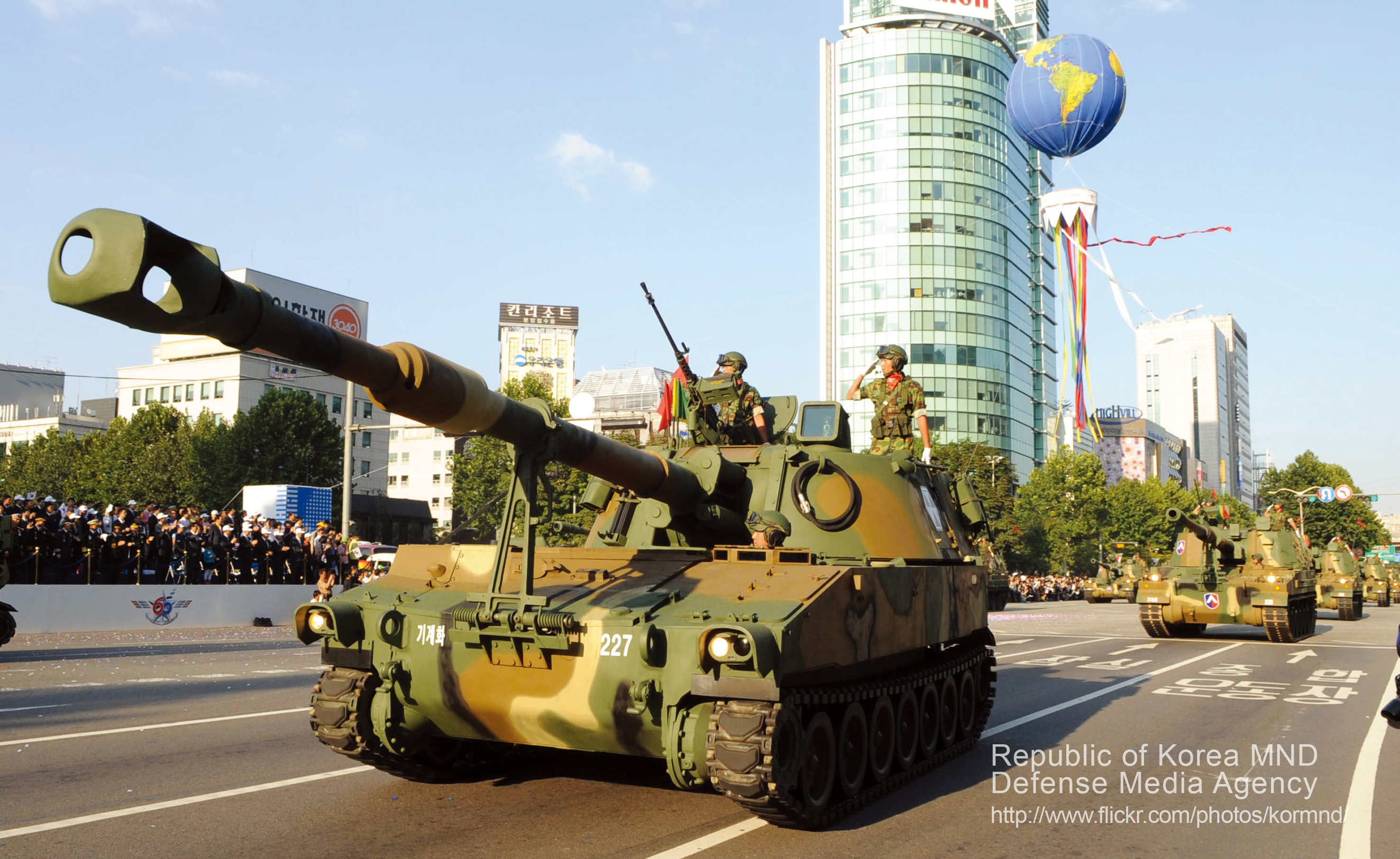
K55自走砲

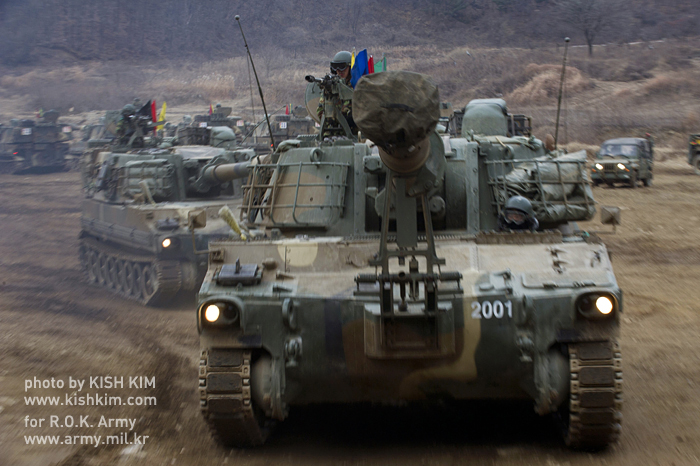
K55A1自走砲

  - 1980年代韓國取得授權製造M109A2，稱為K55自走炮，美軍編號KM109A2K，1986年起撥交部隊使用；後來將K9自走炮技術移植升級，為K55A1自走炮，2006年時共有1,040輛構型服役中。
- 摩洛哥：196輛A2／A3／A4／A5[17]
- 拉脫維亞：訂購47輛 A5Ö，預定2017-2018年交付[18][19]
- 挪威：於1983年向美國FMS公司購買126組A3套件，由挪威WFT公司進行改裝作業，改良後稱為A3GN構型（性能與德國A3G構型相同），已於1990年全部完成。
- 巴基斯坦：265輛A2
- 義大利: 283輛M109L[20]

義大利在1960年代引進了221輛初期的M109A1型，由美國製造車體，並在義大利組裝。後續又曾夠了62輛M109A1B，實際購置的M109系列達283輛。後來這批車型都按照A3標準進行戰鬥艙與動力系統翻修。
在1970年時，義大利軍火商奧托梅萊拉將FH70榴彈炮改造裝入M109車體內，搭配FH70使用的L15式155公厘高爆榴彈標準射程延長到24公里，使用彈底噴氣增程彈時射程為31.5公里，較美國原版略加優秀。義大利陸軍在1984年撥款提供3輛M109讓奧托梅萊拉改造測評，因成果良好，在1986年決定將其它的280輛M109比照此規格升級，代號M109L，升級計畫至1992年完成。但是升級套件除了義大利以外，沒有其他國家採購使用。
與美國規格的39倍徑炮M109版本相比，M109L使用的主炮制退行程增加10公分，為此更換了制退復進機以及炮身平衡器，但沿用了既有的射擊瞄準裝置。
義大利陸軍配備的M109L至2016年全數除役，退役車輛存放在倫塔。2023年被攝得一部分M109L軍援至烏克蘭。
- 葡萄牙：6輛A2
- 泰國：300輛A2／A3、20輛A5
- 荷蘭：
  - 原有135輛A0、3輛A1B、91輛A2構型。
  - 於1980年由RDM公司使用美國FMS公司A3改良套件，將其中的136輛提升至A3構型。
  - 目前已逐步由PzH-2000自走砲取代，2006年時尚有120輛服役中。
- 巴西：40輛A3（比利時售予），訂購96輛升級後的A5+預定2019交付
- 智利：24輛A2（瑞士售予，已升級為M109A5Ö構型）、12輛A3、12輛A5+
- 加拿大：76輛A4+（已除役）
- 奥地利：2006年時共有189輛A2／A3／A5Ö構型服役中。
- 希腊：12輛A5
- 埃及：201輛A5
- 以色列：1969年獲美軍軍援530輛M109A1，目前約有350輛服役中並經過以國獨立改良，以色列稱為M109 AL或Doher；Doher配備了核生化防護系統、車長與駕駛專用夜視鏡等，並引入了部分M109A6火炮射控系統技術。
- 葡萄牙：18輛A5
- 西班牙：96輛國內自行升級的A5E，使用GPS與慣性導航系統，並搭配快速射擊管理裝置，可在11秒內射擊3發炮彈
  - 海軍陸戰隊6輛A3[21]
- 黎巴嫩: 74輛 TBD
- 巴基斯坦: 150輛A5
- 瑞士：
  - 共有473輛A1B構型，分別採購於1968年（146輛）、1974年（120輛）、1979年（207輛）。
  - 以A1B構型為基礎，換裝L47 47倍徑砲管、半自動彈藥裝填系統、定位暨導航系統、加長型儲彈艙、遙控砲管固定架、全自動滅火系統、自動射控系統等，並於1994年完成測評，命名為M109 KAWEST。
  - 2006年時有348輛服役中。
- 沙烏地阿拉伯: 60輛A2將升級成A5S，36輛A5，2018年4月訂購177輛A6[22]
- 美国：2006年時有1,137輛A2／A3／A4／A5構型服役中，目前已全數退役。992輛A6構型已完成生產並進入現役，另有48輛A7構型完成生產並進入現役，另有180輛A7訂購中[23]。
- 乌克兰：

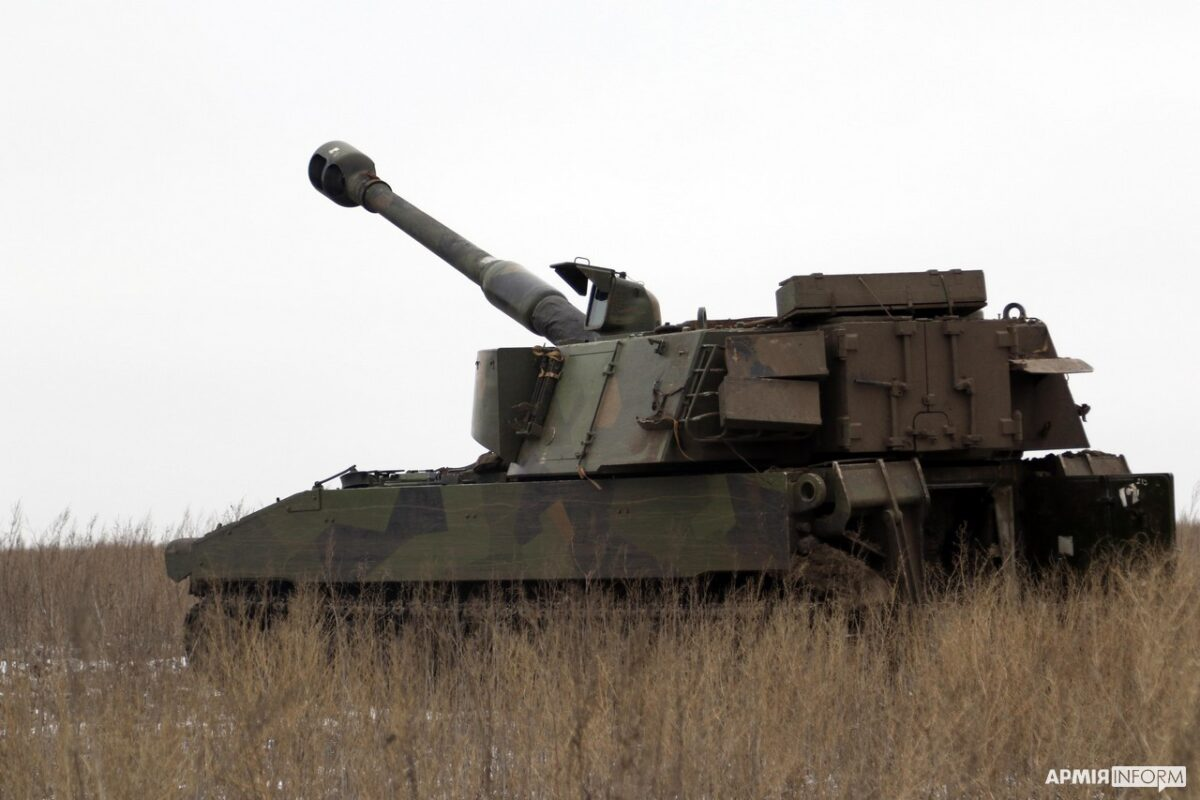
烏克蘭陸軍的M109A3GN自走砲

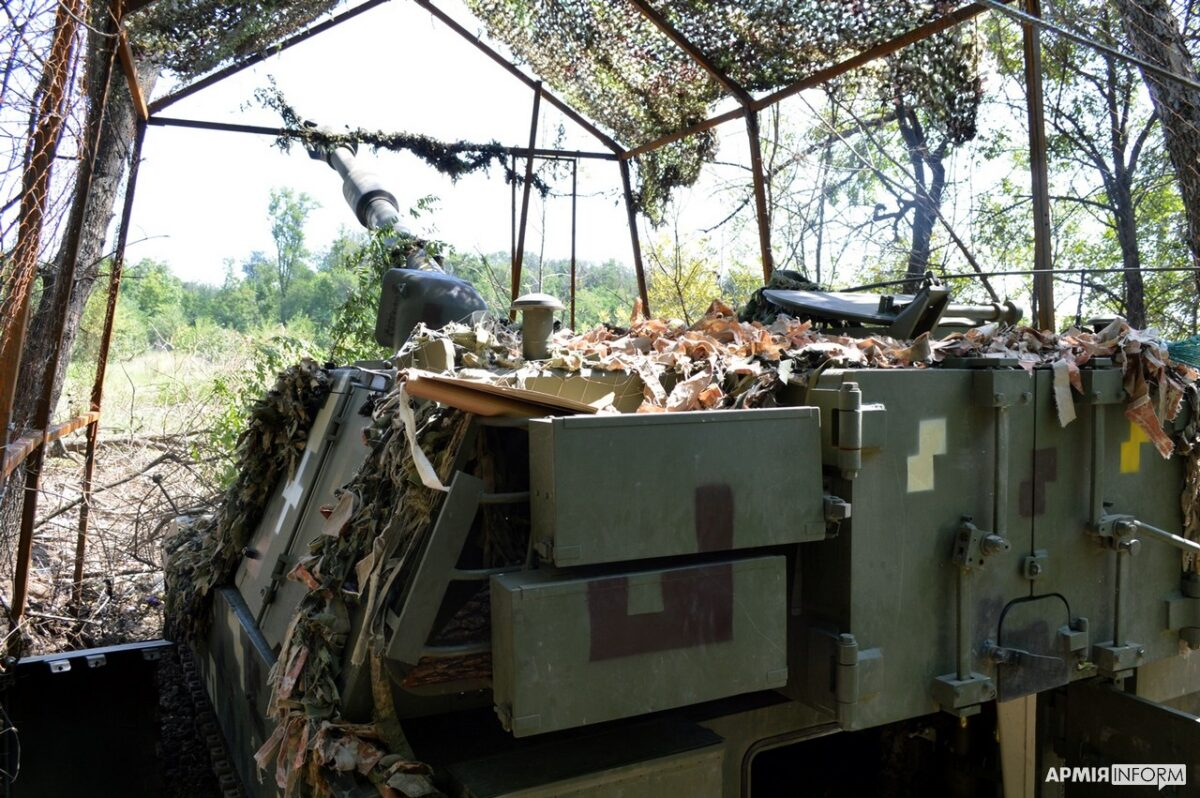
烏克蘭陸軍的M109A4自走砲陣地

2022年俄羅斯入侵烏克蘭期間北約國家軍援品中，包含多種型號的M109。目前已知有22輛挪威的M109A3GN、6輛拉脫維亞的M109A5OE、28輛比利時的M109A4BE(由英國買下轉贈)、18輛美國的M109A6、以及至少60輛義大利的M109L、數量不明丹麥的M109A3DK。

## 流行文化
迷霧驚魂
當地球停止轉動
科洛弗檔案
僵尸世界大战 (2019年游戏)

## 外部連結
- M109A6/M992A2 Sample Data Collection
- Gary's Combat Vehicle Reference Guide （页面存档备份，存于）
- Fas.org （页面存档备份，存于）
- Globalsecurity.org （页面存档备份，存于）
- Israeli-weapons.com （页面存档备份，存于）
- ruag.com
- Photos of M109 shooting。